# Aislante topológico

Una estructura de banda idealizada para un aislante topológico. El nivel Fermi cae dentro del intervalo de banda mayor que es atravesado por los estados de superficie topológicamente protegidos.

Un aislante topológico es un material con simetría de inversión del tiempo y orden topológico no trivial, se comporta como un aislante eléctrico en su interior, pero cuya superficie contiene estados dirigidos, lo que significa que los electrones solo pueden moverse a lo largo de la superficie del material. Aunque los aislantes de banda ordinarios también pueden apoyar a los estados de superficie conductivos, los estados de superficie de aislantes topológicos son especiales ya que son simetría protegida por conservación del número de partículas y la simetría de inversión del tiempo.
En la mayor parte de un aislante topológico sin interacción, la estructura de banda electrónica se asemeja a un aislante de banda común, con el nivel Fermi comprendido entre las bandas de conducción y de valencia. En la superficie de un aislante topológico hay estados especiales que entran dentro de la brecha de energía mayor y permiten la conducción de la superficie metálica. Los portadores de estos estados superficiales tienen su espín bloqueado en un ángulo recto con su impulso (bloqueo espín-impulso). En una energía dada los únicos otros estados electrónicos disponibles tienen diferente espín, por lo que la dispersión giro-«U» está fuertemente reprimida y la conducción en la superficie es sumamente metálica. Los aisladores topológicos no interactuantes se caracterizan por un índice (conocido como invariantes topológicos Z2) similar a la del género en la topología.
Los estados conductores «protegidos» en la superficie son requeridos por la simetría de inversión temporal y la estructura de bandas del material. Los estados no pueden ser removidos por pasivación superficial si no se rompe la simetría de inversión temporal.

## Predicción y descubrimiento
Se previó que la simetría de inversión temporal protegiendo estados de borde ocurriera en pozos cuánticos (capas muy delgadas) de telururo de mercurio intercalado entre telururo de cadmio, estos fueron observados en 2007. 
Se predijo, en el año 2007, que se produciría en materiales sólidos tridimensionales de compuestos binarios relacionados con el bismuto. La existencia de un “fuerte aislante topológico” tridimensional puede que no se reducida a múltiples copias del espín del estado cuántico Hall. El primer estado experimental realizado en estado aislante topológico tridimensional (estados de superficie de simetría protegida) fue descubierto en antimoniuro de bismuto. Poco tiempo después, los estados de superficie de simetría protegida también se observaron en antimonio puro, seleniuro de bismuto, telururo de bismuto y telururo de antimonio usando espectroscopía de fotoemisión de ángulo resuelto. Hoy se cree que muchos semiconductores dentro de la gran familia de materiales Heusler presentan estados de superficie topológicos. En realidad, en algunos de estos materiales el nivel de Fermi decae, ya sea en las bandas de valencia o de conducción debido a defectos de origen natural, y deben ser empujados a la brecha mayor por dopaje o regulación. Los estados de superficie de un aislante topológico tridimensional son un nuevo tipo de 2DEG (“gas de electrones bidimensional”, por sus siglas en inglés), donde el giro de electrones es bloqueado en su impulso lineal.
En 2012, varios grupos de investigadores sugirieron de forma preliminar que el hexaboruro de samario tiene las propiedades de un aislante topológico de acuerdo con predicciones teóricas anteriores. Desde que hexaboruro de samario fue establecido como un aislante Kondo —es decir, un material de electrones fuertemente correlacionados— la existencia de un estado de superficie topológico en este material conduciría a un aislante topológico con correlaciones electrónicas fuertes.
El estaneno es un aislante topológico teórico que podría mostrar la superconductividad en sus bordes por encima de la temperatura ambiente.
En julio de 2014, un estudio publicado por la revista Nature demuestra que los componentes magnéticos, como los que hay en memoria de la computadora, pueden ser manipulados por los aislantes topológicos.

## Propiedades y aplicaciones
El bloqueo de impulso de espín en el aislante topológico permite a los estados de superficie de simetría protegida alojar partículas de Majorana si la superconductividad se induce en la superficie de aislantes topológicos tridimensionales por medio de efectos de proximidad. (Nótese que, en el modo cero, las partículas de Majorana también pueden aparecer sin aislantes topológicos tridimensionales). La no trivialidad de los aislantes topológicos es codificada en la existencia de un gas de fermiones de Dirac helicoidales. Los fermiones de Dirac helicoidales, que se comportan como partículas relativistas sin masa, se han observado en los aislantes topológicos tridimensionales.
Obsérvese que los estados de la superficie sin separación de un aislante topológico difieren de aquellos en el efecto Hall cuántico: los estados de superficie sin separación de un aislante topológico son simétricamente protegidos (es decir, no son topológicos), mientras que los estados de superficie sin separación en el efecto Hall cuántico son topológicos (es decir, robustos frente a las perturbaciones locales que puedan romper todas las simetrías).
Las invariantes topológicas Z2 no pueden ser medidas utilizando métodos tradicionales del transporte, como la conductancia Hall de espín, y el transporte no se cuantifica por las invariantes Z2. Un método experimental para medir las invariantes topológicas Z2 demostró que proporcionan una medida de la orden topológico Z2. (Obsérvese que el término orden topológico Z2 también se ha utilizado para describir el orden topológico con la emergente teoría gauge Z2 descubierta en 1991).